# Loubejac
Loubejac település Franciaországban, Dordogne megyében. Lakosainak száma 256 fő (2022. január 1.). Loubejac Saint-Cernin-de-l’Herm, Lavaur, Cassagnes, Frayssinet-le-Gélat, Montcabrier, Sauveterre-la-Lémance és Villefranche-du-Périgord községekkel határos.

## Népesség
A település népességének változása:
| Lakosok száma | 283  | 253  | 234  | 249  | 281  | 272  | 264  | 261  | 259  | 256  |
|               | 1968 | 1982 | 1990 | 2006 | 2013 | 2015 | 2017 | 2019 | 2020 | 2022 |